# Seznam silnic I. třídy na Slovensku
Seznam silnic I. třídy na Slovensku zahrnuje všechny silnice na Slovensku zařazené v kategorii I. třídy, tedy nikoliv dálnice ani rychlostní silnice.

## Systém číslování
Silnice I. třídy na Slovensku jsou značeny jedno- až dvoucifernými čísly od 2 do 79. V tomto intervalu je však celá řada čísel vynechána (např. 3 až 8, 22 až 34, 36 až 48), což je relikt společného číslování z dob Československa, kdy byla nižší čísla použita v Čechách a na Moravě. Zděděná čísla silnic zůstala po rozdělení (1993) na Slovensku zachována a jen pomalu docházelo k úpravě číslování vkládáním nepoužitých čísel pro úseky převedené z II. do I. třídy nebo přečíslováním existujících úseků. 
Posledním výrazným posunem k autonomnímu číslování byla úprava schválená 1. srpna 2015, kdy byla doplněna řada čísel v intervalu 9 až 21 a např. bylo zrušeno číslo silnice 50 (pokračování české silnice I/50) a její úseky nově očíslovány jako I/9, I/16 a I/19. Mezi tehdy zavedenými čísly bylo také I/80 pro dálniční přivaděč v Prešově; dotyčný úsek byl však roku 2020 začleněn do silnice I/68 a číslo 80 tak opět zaniklo.
Oproti české praxi na Slovensku zpravidla nedochází k degradaci silnic I. třídy po výstavbě dálnice v téže trase. Paralelně podél sebe tak vedou např. dálnice D1 a silnice I/61, I/18 a I/20, dálnice D2 a silnice I/2, úseky R2 a silnice I/9 a I/16 apod.

## Seznam silnic
| Značka      | Označení | Evropská silnice          | Trasa | Celková délka [km] |
| ----------- | -------- | ------------------------- | --- | ------------------ |
| I2-SVK-2020 | I/2      |                           | Holíč – Kúty – Malacky – Bratislava – Rusovce Rajka (I/15) | 102                |
| I2-SVK-2020 | I/9      | I2-SVK-2020 · I2-SVK-2020 | Starý Hrozenkov (I/50) Drietoma – Trenčín – Prievidza – Žiar nad Hronom | 114                |
| I2-SVK-2020 | I/10     | I2-SVK-2020               | Horní Bečva (I/35) Makov – Bytča | 30                 |
| I2-SVK-2020 | I/11     | I2-SVK-2020               | Mosty u Jablunkova (I/11) Svrčinovec – Čadca – Žilina | 37                 |
| I2-SVK-2020 | I/11A    | I2-SVK-2020               | Čadca (obchvat) | 5                  |
| I2-SVK-2020 | I/11B    |                           | Čadca | 1                  |
| I2-SVK-2020 | I/12     |                           | Svrčinovec – Skalité Zwardoń (I/1) | 15                 |
| I2-SVK-2020 | I/13     | I2-SVK-2020               | Veľký Meder – Medveďov Vámosszabadi (I/14) | 12                 |
| I2-SVK-2020 | I/14     |                           | Uľanka – Turčianske Teplice | 22                 |
| I2-SVK-2020 | I/15     |                           | Vranov nad Topľou – Stropkov – I/21 (Stročín) | 49                 |
| I2-SVK-2020 | I/16     | I2-SVK-2020               | Zvolen – Lučenec – Rožňava – Košice | 197                |
| I2-SVK-2020 | I/17     | I2-SVK-2020               | Tornyosnémeti (I/3) Milhosť – Košice | 18                 |
| I2-SVK-2020 | I/18     | I2-SVK-2020               | Žilina – Vrútky – Ružomberok – Liptovský Hrádok – Poprad – Prešov – Lipníky – Vranov nad Topľou – Michalovce                                                                    | 304                |
| I2-SVK-2020 | I/19     | I2-SVK-2020               | Košice – Hriadky – Michalovce – Vyšné Nemecké Užhorod (M-08) | 90                 |
| I2-SVK-2020 | I/20     |                           | Košice – Prešov | 24                 |
| I2-SVK-2020 | I/21     | I2-SVK-2020               | Lipníky – Stročín – Svidník – Vyšný Komárnik Barwinek (I/19) | 59                 |
| I2-SVK-2020 | I/35     |                           | Sereď – Galanta | 8                  |
| I2-SVK-2020 | I/49     |                           | Střelná (I/49) Lysá pod Makytou – Púchov – Beluša | 27                 |
| I2-SVK-2020 | I/49A    |                           | Dolné Kočkovce – Púchov (obchvat) | 5                  |
| I2-SVK-2020 | I/51     |                           | Hodonín (I/51) Holíč – Senica – Trnava; Nitra – Vráble – Kalná nad Hronom – Levice – Hontianske Nemce – Banská Štiavnica – Hronská Breznica                                     | 200                |
| I2-SVK-2020 | I/54     |                           | Strání (I/54) Moravské Lieskové – Nové Mesto nad Váhom | 16                 |
| I2-SVK-2020 | I/57     |                           | Svatý Štěpán (I/57) Horné Srnie – Dubnica nad Váhom | 12                 |
| I2-SVK-2020 | I/59     | I2-SVK-2020               | Banská Bystrica – Ružomberok – Dolný Kubín – Trstená Chyżne (I/7) | 114                |
| I2-SVK-2020 | I/60     | I2-SVK-2020               | Žilina (městský okruh) | 6,5                |
| I2-SVK-2020 | I/61     |                           | Berg (B9) Petržalka – Bratislava – Senec – Trnava – Piešťany – Nové Mesto nad Váhom – Trenčín – Považská Bystrica – Bytča – Žilina                                              | 191                |
| I2-SVK-2020 | I/61A    |                           | Trenčín (Biskupice – I/61 – D1 exit 124) | 5                  |
| I2-SVK-2020 | I/62     |                           | Senec – Sládkovičovo – Sereď – Šoporňa | 37                 |
| I2-SVK-2020 | I/63     | I2-SVK-2020               | Bratislava – Dunajská Streda – Veľký Meder – Komárno – Štúrovo Esztergom (11326)                                                                                                | 148                |
| I2-SVK-2020 | I/64     |                           | Komárom (I/13) Komárno – Nové Zámky – Nitra – Topoľčany – Prievidza – Rajec – Žilina                                                                                            | 213                |
| I2-SVK-2020 | I/64A    |                           | Komárno Komárom (I/132) | 1,4                |
| I2-SVK-2020 | I/64B    |                           | Žilina (obchvat Bytčice, přivaděč na D1) | 3                  |
| I2-SVK-2020 | I/65     |                           | Nitra – Zlaté Moravce – Čaradice; Hronský Beňadik – Nová Baňa; Žarnovica – Žiar nad Hronom – Turčianske Teplice – Martin – Vrútky                                               | 125                |
| I2-SVK-2020 | I/65D    |                           | Martin (obchvat) | 7                  |
| I2-SVK-2020 | I/66     | I2-SVK-2020               | Drégelypalánk (I/2) Šahy – Horné Semerovce – Hontianske Nemce – Zvolen – Kováčová; Banská Bystrica – Brezno – Vernár – Poprad – Spišská Belá – Tatranská Javorina Jurgów (I/49) | 247                |
| I2-SVK-2020 | I/66A    |                           | Matejovce – I/66 | 2,6                |
| I2-SVK-2020 | I/66B    |                           | Brezno (obchvat) | 2                  |
| I2-SVK-2020 | I/67     |                           | Bánréve (I/26) Kráľ – Tornaľa; Rožňava – Pusté Pole (I/66) | 61                 |
| I2-SVK-2020 | I/68     |                           | Piwniczna-Zdrój (I/87) Mníšek nad Popradom – Stará Ľubovňa – Prešov – D1 (exit 407)                                                                                             | 80                 |
| I2-SVK-2020 | I/69     |                           | Kováčová – Banská Bystrica | 13                 |
| I2-SVK-2020 | I/70     |                           | Kraľovany – Dolný Kubín | 18                 |
| I2-SVK-2020 | I/71     |                           | Lučenec – Fiľakovo – Šiatorská Bukovinka Somoskőújfalu (I/21) | 26                 |
| I2-SVK-2020 | I/72     |                           | Rimavská Sobota – Brezno; Podbrezová – Liptovský Hrádok | 105                |
| I2-SVK-2020 | I/74     |                           | Strážske – Humenné – Snina – Ubľa Malyj Bereznyj (P-53) | 60                 |
| I2-SVK-2020 | I/74A    |                           | Humenné | 3                  |
| I2-SVK-2020 | I/74B    |                           | Humenné | 0,1                |
| I2-SVK-2020 | I/75     |                           | Sládkovičovo – Galanta – Šaľa – Nové Zámky – Šarovce – Horné Semerovce – Veľký Krtíš – Lučenec                                                                                  | 200                |
| I2-SVK-2020 | I/75A    |                           | Galanta (obchvat) | 9                  |
| I2-SVK-2020 | I/76     |                           | Štúrovo – Želiezovce – Šarovce – Kalná nad Hronom – Hronský Beňadik | 75                 |
| I2-SVK-2020 | I/77     |                           | Spišská Belá – Stará Ľubovňa – Bardejov – Svidník | 115                |
| I2-SVK-2020 | I/77A    |                           | I/77 (Čirč / Ruská Voľa nad Popradom) – Leluchów | 0,1                |
| I2-SVK-2020 | I/78     |                           | Oravský Podzámok – Námestovo – Oravská Polhora Korbielów (I/945) | 44                 |
| I2-SVK-2020 | I/79     |                           | Vranov nad Topľou – Hriadky – Trebišov – Slovenské Nové Mesto – Kráľovský Chlmec – Čierna                                                                                       | 90                 |
| I2-SVK-2020 | I/79A    |                           | I/79 (Čerhov / Slovenské Nové Mesto) – Sátoraljaújhely (I/37) | 0,4                |

## Návaznost na zahraniční silniční síť

### Česko
Na slovenské silnice I. třídy zpravidla na hranici navazují české silnice I. třídy, většinou i se stejným číslem. To jsou konkrétně silnice I/11, I/49, I/51 a I/57. Změna čísla nastává u slovenské silnice I/10, na niž navazuje česká I/35 (původně šlo na obou stranách o silnici I/18, k přečíslování došlo nejprve na české straně), a u silnice I/9, na niž navazuje česká I/50 (původně i na Slovensku).
Na dvou místech navazuje česká silnice I. třídy na slovenskou silnici II. třídy (I/70 na II/426 a I/71 na II/499), v obou případech došlo k jednostrannému povýšení silnice na české straně.

### Maďarsko
Ze Slovenska do Maďarska vede 10 silnic I. třídy, protějšek téže kategorie na ně navazuje ve všech případech kromě silnice I/63 ve Štúrovu (hraniční přechod na mostě Marie Valérie), kde navazuje silnice II. třídy č. 11326 do města Ostřihom. Naopak na východě je z Maďarska na hranici vedena silnice I/27 (ze Szendrő), z níž na Slovensku pokračuje pouze silnice III. třídy (do Turně nad Bodvou). 

### Polsko
Slovenské a polské silnice I. třídy na sebe navazují na šesti přechodech. Nesoulad se vyskytuje jen v oblasti Šariše, kde na slovenskou odbočku I/77A navazuje pouze silnice III. třídy (do Muszyny), zatímco o něco východněji naopak na polskou silnici I/75 (z Nového Sącze) navazuje jen slovenská silnice III. třídy (přes Kurov na I/77 směr Bardejov). 

### Rakousko
Na slovenskou silnici I/61 z Bratislavy navazuje rakouská státní silnice B9 směr Hainburg a Vídeň, po níž před otevřením dálnice D4/A6 vedla evropská silnice E58. Do 90. let šlo o jediný silniční přechod mezi Slovenskem a Rakouskem. Z Rakouska vede na Slovensko ještě silnice B48 z Hohenau, na niž však navazuje jen silnice III. třídy směr Moravský Sv. Ján. 

### Ukrajina
Slovenská a ukrajinská síť silnic I. třídy je propojena na dvou místech, které jsou zároveň hraničními přechody do schengenského prostoru a EU (silnice I/19 a I/74). Silnice I/79 je ukončena asi kilometr před hranicí, dál pokračuje neznačená bývalá silnice II/553, na hranici zahrazená.